# Grenzlandgalerie

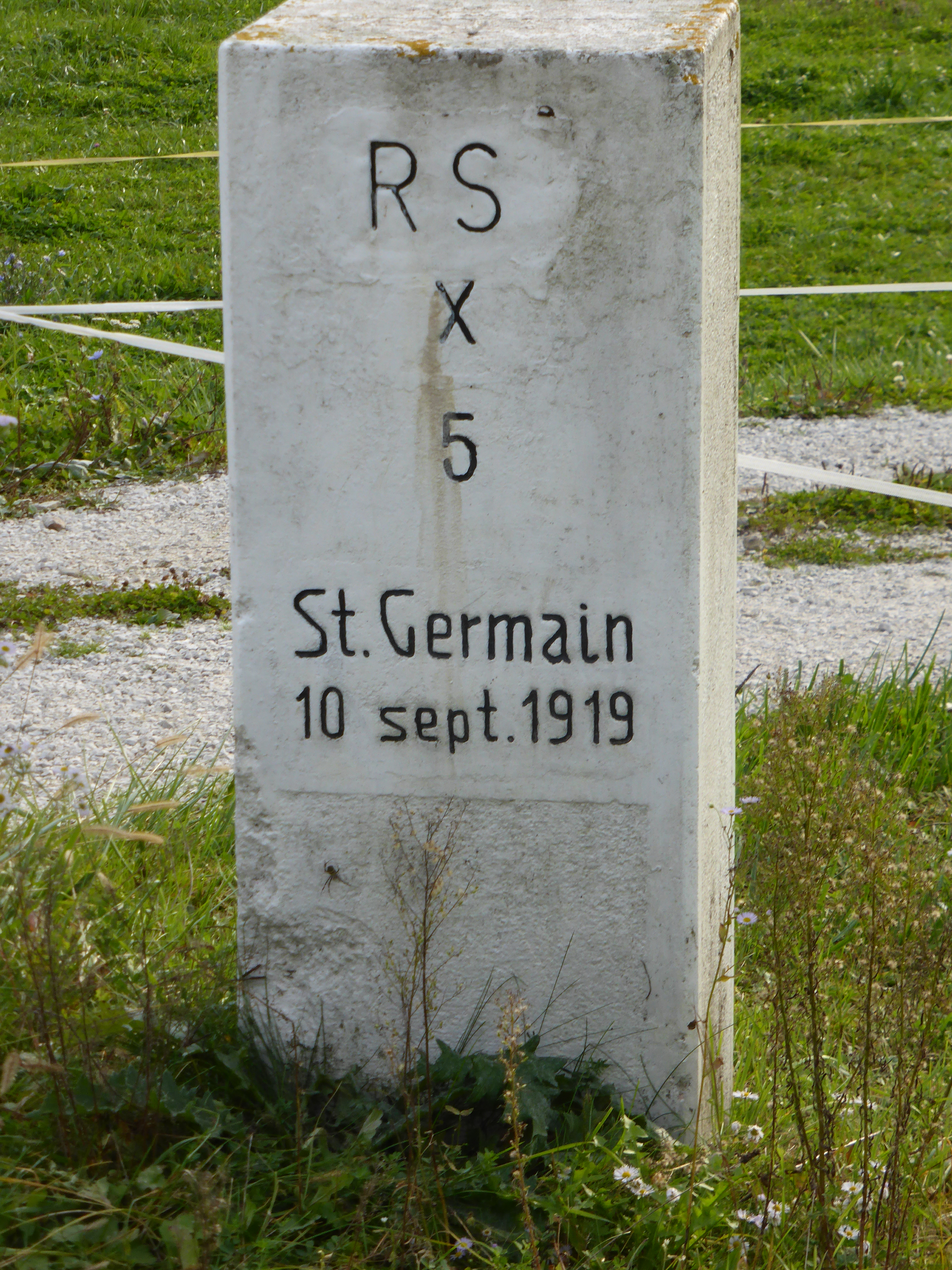
Grenzstein der Republik Slowenien

Die Grenzlandgalerie (slow. Galerija na meji) ist ein etwa 4,5 km langer Wanderweg bis hin zu dem Pößnitzberg an der Grenze zwischen der Steiermark und Slowenien. Der Weg wurde zum 99. Jahrestag der Grenzziehung am Ende des Ersten Weltkrieges im Mai 2018 mit sieben Stationen von dem österreichisch-slowenischen Künstler- und Wissenschaftler-Kollektiv LJUD (Ljubljana) gestaltet.
Ausgangspunkt der Wanderung ist der Grenzübergang  Langegg an der Weinstraße bzw. Mejni Prehod. Eine Wegbeschreibung mittels  Audioguide ist über das Internet herunterladbar oder kann kostenlos als MP3-Player im nahe gelegenen Gasthaus Vračko ausgeliehen werden.
Diese Stationen sind durch leere Bilderrahmen gekennzeichnet, durch die der Blick auf lokale Besonderheiten gelenkt wird. Beschrieben wird die Grenzentstehung im Zuge des Friedensvertrages von St. Germain. Da hier keine natürliche Grenze vorhanden war (etwa durch einen Flusslauf oder einen Bergkamm) ergab sich die Besonderheit, dass jeder in diesem Grenzbereich wohnende Bauer selbst entscheiden konnte, ob er zu Österreich oder zu dem Königreich Jugoslawien, dem späteren Slowenien, gehören wollte; dadurch ergab sich ein ausgesprochen verschlungener Grenzverlauf. 
Diese Grenze trennte nun die Menschen, die in der K & K Monarchie lange Zeit zusammen gelebt hatten. Jetzt sollten Zöllner und Soldaten verhindern, dass dieser Austausch weiter stattfand, was naheliegenderweise nur partiell gelang. Der Schmuggel blühte und die Slowenen brachten etwa Speck und Honig über die Grenze und tauschten dagegen Kleider oder Küchenutensilien von den Österreichern ein. Einmal wurde sogar ein „Kaufhaus“ geschaffen, dies war ein Haufen aus abgeernteten Weinreben, in dem die Waren vor den Zöllnern versteckt wurden und aus dem die Leute nachts ihre Tauschwaren abholten. Allerdings wird auch von Todesfällen bei unerlaubten Grenzübergängen berichtet. 
Im Zuge der Flüchtlingskrise in Europa war von politischer Seite geplant, hier einen Grenzzaun zu errichten; dies wurde aber von der Bevölkerung abgelehnt und auch nicht durchgeführt.

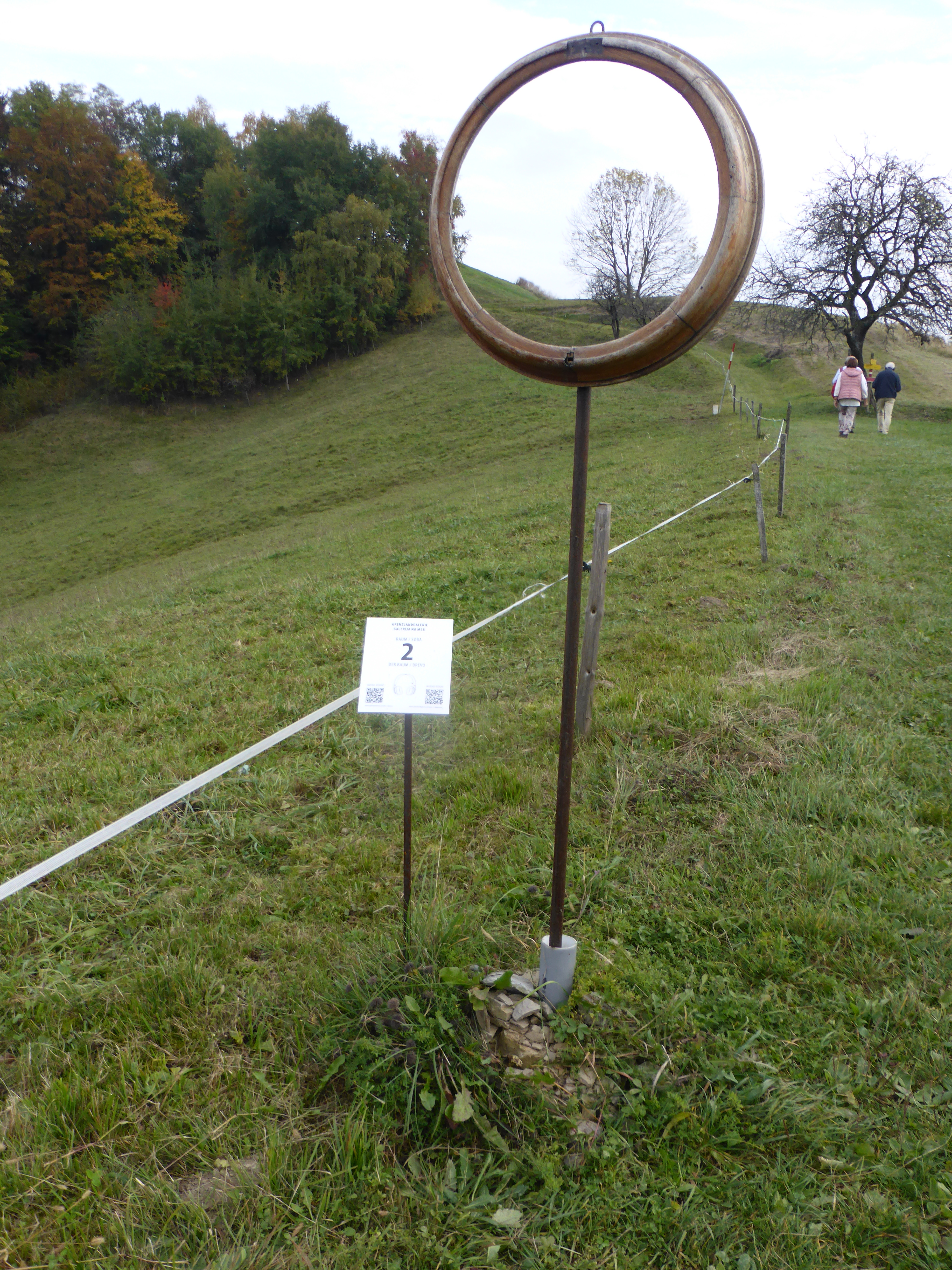
Station „Der Baum“
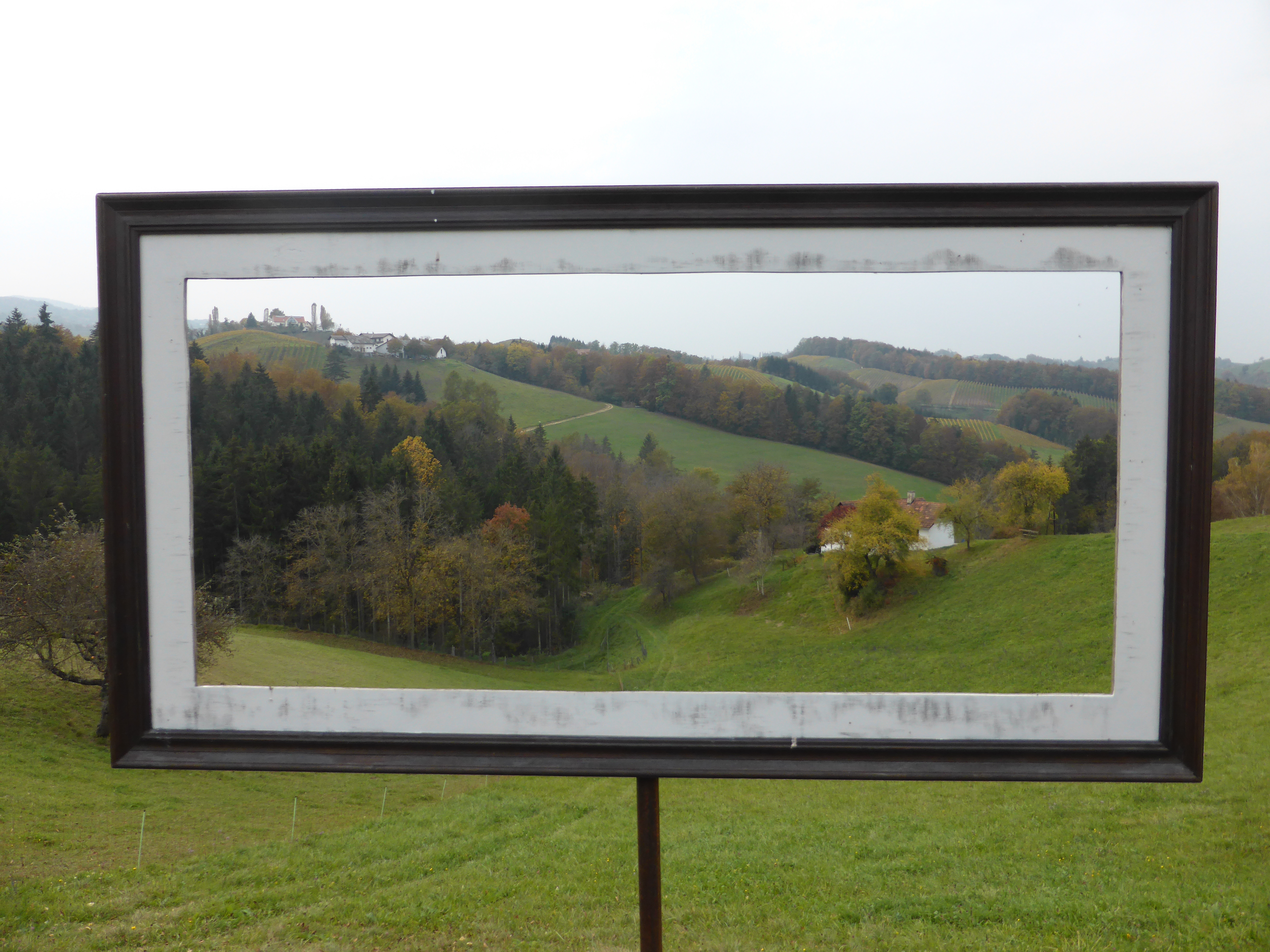
Station „Das Haus“
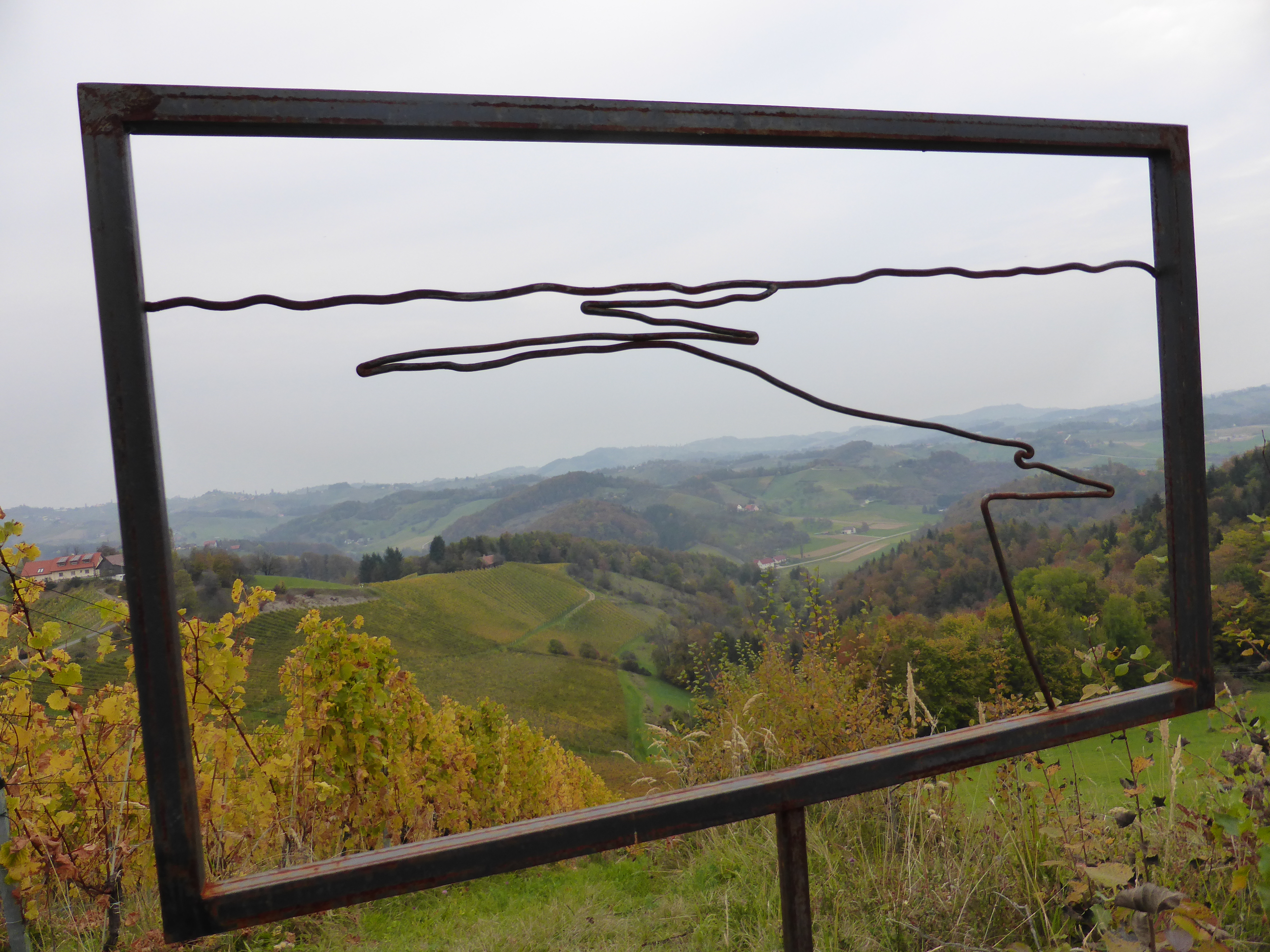
Station „Die Linie“ (= Grenzverlauf)
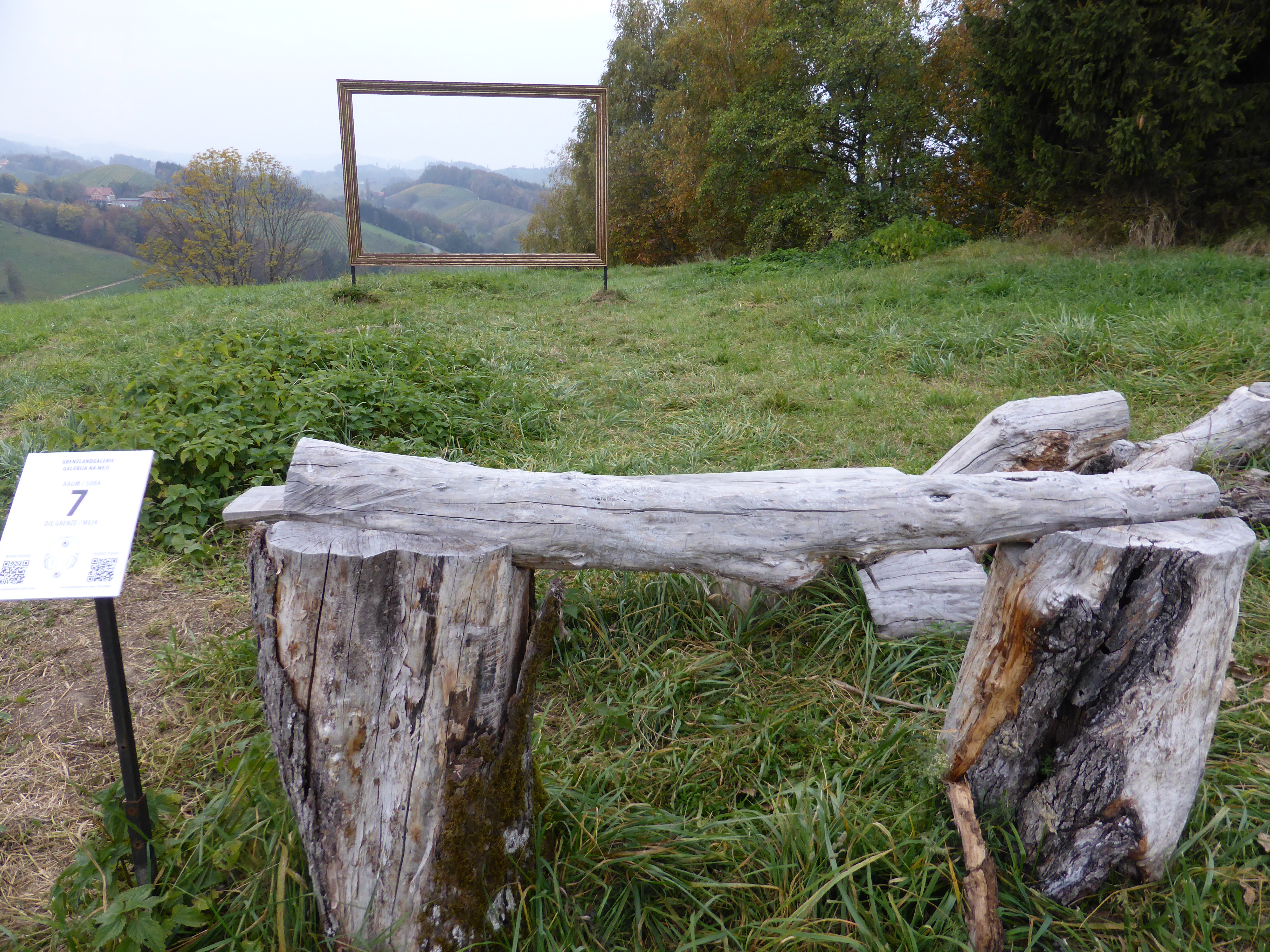
Station „Die Grenze“